# Erasmo Catarino
Erasmo Catarino González Delgado (Xalpatláhuac, Guerrero, México; 25 de noviembre de 1977), más conocido como Erasmo Catarino; es un cantante, músico y licenciado en educación primaria mexicano. Se hizo conocido por haber participado en la cuarta generación del popular reality show de canto mexicano La Academia, en 2005; donde obtuvo el primer lugar por votación del público mexicano.
En 2024, es presentado como el suplente de Luis Armando Melgar Bravo para el senado por Chiapas, por el Partido Verde Ecologista de México.
El 25 de junio de 2025, tomó protesta como Senador de la República en la Cámara de Diputados.
En el cargo estuvo en el periodo 26 al 28 de junio de ese mismo año, sustituyendo temporalmente a Luis Armando Melgar Bravo.
Participó en la gira Generaciones Tour junto a otros exintegrantes de La Academia como Myriam, Erika, Laura, Colette, entre otros.

## Inicios
Erasmo Catarino González es indígena náhuatl y habla el idioma náhuatl con fluidez. Está casado con Karla Sandoval. Antes de ingresar a La Academia, González era maestro de escuela, enseñando segundo grado en una escuela primaria para niños náhuatl en Xalpatláhuac, Guerrero. Estudió la educación primaria en Puebla, Puebla, y allí se licenció en magisterio.

## Éxito
Desde su aparición en La Academia, ha actuado en varios géneros, pero con preferencia por las rancheras. El 3 de julio de 2005, se convirtió en el ganador de la Cuarta Generación de La Academia luego de 18 semanas al aire, obteniendo un premio de $3,500,000 millones de pesos más una camioneta. En este concurso participó junto a otros cantantes como Jolette, Cynthia Rodríguez y Yuridia.
Compitió en el programa de televisión mexicano Desafío de estrellas (2006), en el que 32 de los mejores jóvenes cantantes mexicanos se disputaron tres millones de pesos. Erasmo obtuvo el segundo lugar; el primer lugar fue para Toñita, cantante veracruzana, de La Academia 1. Su primer álbum El conde de Xalpatláhuac fue lanzado en agosto de 2005 vendiendo más de 100,000 copias, obteniendo disco de oro. Su segundo álbum, A toda banda, con temas de la autoría de Julio Preciado, incluido un dueto con este, salió a la venta a mediados de 2006, alcanzando el estatus de disco de oro, semanas después del lanzamiento. Posterior a esto Erasmo es invitado a la edición de La Academia Cinco. El 26 de junio de 2007, lanzó su tercer producción discográfica Por un amor, que consta de seis versiones y seis canciones inéditas.
En 2009, participó en la filmación de uno de los capítulos de la serie A cada quién su santo, capítulo grabado desde su ciudad natal Xalpatláhuac, también es invitado a participar en la tercera edición del reality denominado El gran desafío de estrellas.
Es uno de los pocos exalumnos de La Academia en ganar una musa de los Premios Oye! junto a Nadia, Yahir, Yuridia y Víctor García.

## Discografía

### Álbumes
| Año  | Álbum                    |              |
| ---- | ------------------------ | ------------ |
| 2005 | El conde de Xalpatláhuac | A toda banda |
| 2007 | Por un amor              |              |
| 2012 | Solo por ella            |              |
| 2014 | En la misma habitación   |              |
| 2016 | 12 años contigo          |              |
| 2021 | En privado               |              |
| 2022 | Regresando el tiempo     |              |
| 2022 | Mi primer amor           |              |
| 2022 | Grandes éxitos           |              |

### Sencillos
| Año  | Canción                  | Álbum                    |
| ---- | ------------------------ | ------------------------ |
| 2005 | Manzana tres             | El conde de Xalpatláhuac |
| 2005 | Mi baquita marina        | El conde de Xalpatláhuac |
| 2006 | Que rica está la manzana | A toda banda             |
| 2007 | Llorarás                 | Por un amor              |